# Örjan Lindberger
Örjan Lindberger, född 31 december 1912 i Uppsala, död 29 juni 2005 i Västerleds församling, Stockholm, var en svensk litteraturhistoriker och professor vid Stockholms universitet.

## Biografi
Lindberger disputerade år 1938 på en avhandling om Viktor Rydberg, Prometeustanken hos Viktor Rydberg, som gav en docentur, och han var under åren 1961–1978 professor i litteraturhistoria  med poetik vid Stockholms universitet. Han var djupt engagerad i folkbildningen i Sverige, bland annat som studierektor vid Folkuniversitetet från 1947 och ordförande i Stockholms arbetareinstitutsförening 1965–97 samt genom många föredrag ute i landet. Lindberger var även sekreterare i Letterstedtska föreningen och redaktör för Nordisk Tidskrift (för vetenskap, konst och industri) från 1958. Efter sin pensionering gav han ut en stor biografi över Eyvind Johnson i två band, Norrbottningen som blev europé och Människan i tiden, som numera betraktas som ett standardverk om Johnson.
I sin verksamhet har Lindberger ökat förståelsen för modern engelsk och amerikansk litteraturkritik och dessutom bedrivit forskning rörande 1800-talets liberalistiska riktningar, samt presenterat svenska 1900-talsförfattare som Gustav Hedenvind-Eriksson (1945). År 1971 fick han Schückska priset.
Stockholms arbetareinstitutsförening delar årligen ut Örjan Lindberger-priset till hans minne. Priset ska ges till en person som publicerat litteratur som främjar folkbildningsarbetet.
Lindberger är begravd på Bromma kyrkogård.